# Cú muỗi Java
Cú muỗi Java (tên khoa học: Batrachostomus javensis) là một loài chim trong họ Podargidae.
Loài chim này phân bố ở Brunei, Myanma, Thái Lan, Malaysia, Indonesia, Philipin. Môi trường sinh sống của nó là các rừng đất thấp ẩm nhiệt đới và cận nhiệt đới.